# Cratere Los
Los  è un cratere sulla superficie di Marte.